# 下隽县
下隽县，中国古县名。
西汉置，因隽水得名。治所在今湖北省通城县西北。西晋太安二年（303年），义阳蛮族张昌起义，为陶侃所败，逃入此县山中，次年被害。南朝梁陈时曾为隽州及上隽郡治所。隋朝开皇九年（589年），并入蒲圻县。